# 名和村 (群馬県)
名和村（なわむら）は、群馬県の南部、佐波郡に属していた村。
廃村時の村長は小花波治作村長。伊勢崎市への編入後、しばらくは当村の村役場の建物を名和公民館として使用していたが、現在は移転しており、旧村役場所在地には伊勢崎名和郵便局がある。

## 地理
関東平野の北西部に位置し、村内南部を流れる利根川を隔てて埼玉県と隣接する。
- 村内を流れる主な河川
  - 利根川
  - 韮川
  - 大川

- 旧街道筋
  - 日光例幣使街道 - 村域中部を東西に貫いている。名和村域内には、柴宿があった。

### 隣接自治体
- 群馬県
  - 伊勢崎市
  - 佐波郡豊受村、宮郷村、芝根村
- 埼玉県
  - 本庄市

## 歴史
- 1889年（明治22年）4月1日 - 町村制施行により、柴町、中町、丹良塚村、阿弥大寺村、北今井村、山王道村、堀口村、戸谷塚村、下福島村、八斗島村が合併し那波郡名和村が成立する。
- 1896年（明治29年）4月1日 - 郡統合（佐位郡と那波郡の統合）により佐波郡に属する。
- 1955年（昭和30年）3月25日 - 宮郷村、豊受村とともに伊勢崎市へ編入される。
- 2005年（平成17年）1月1日 - (旧)伊勢崎市が境町、赤堀町、東村と合併して伊勢崎市となる。

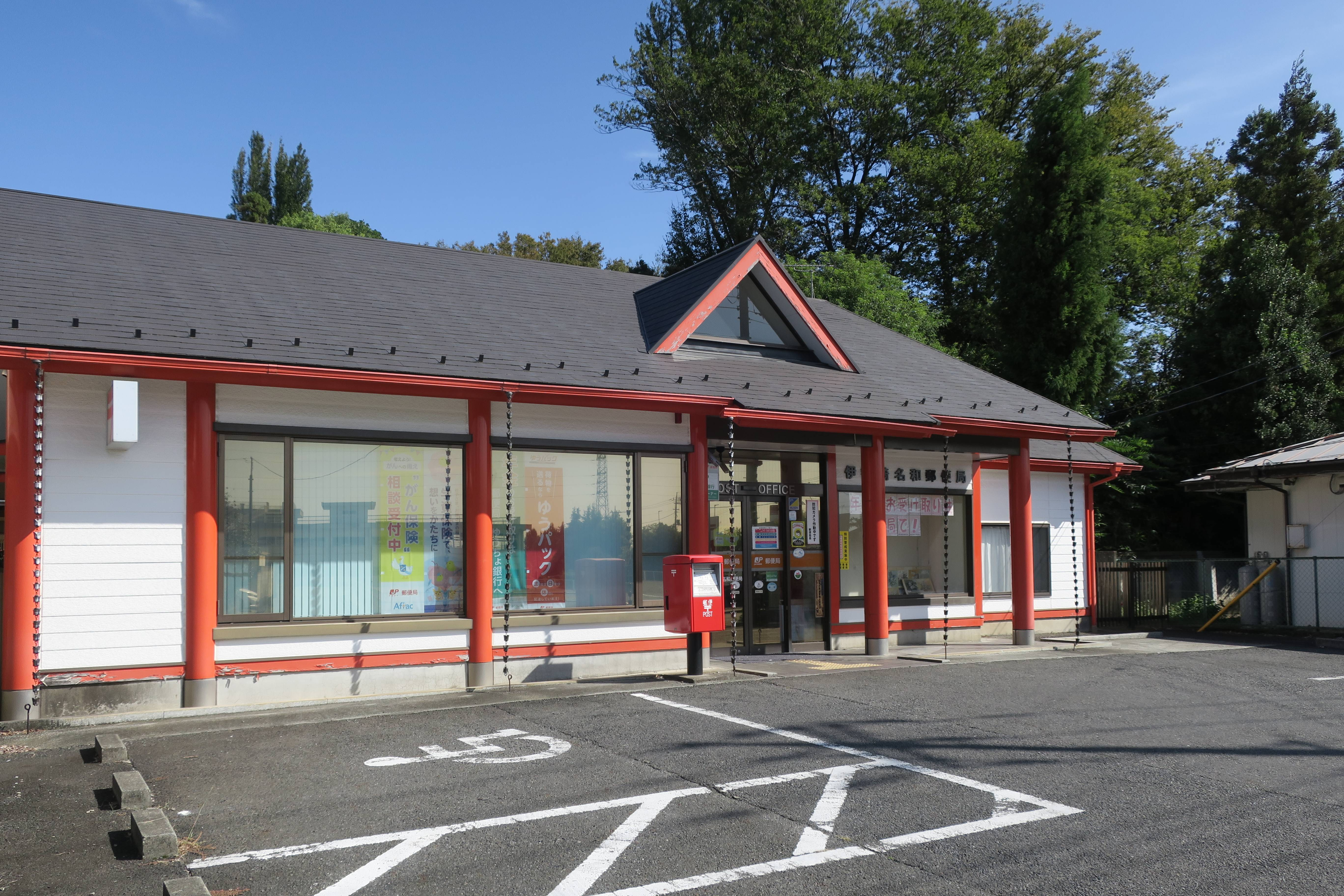
伊勢崎名和郵便局
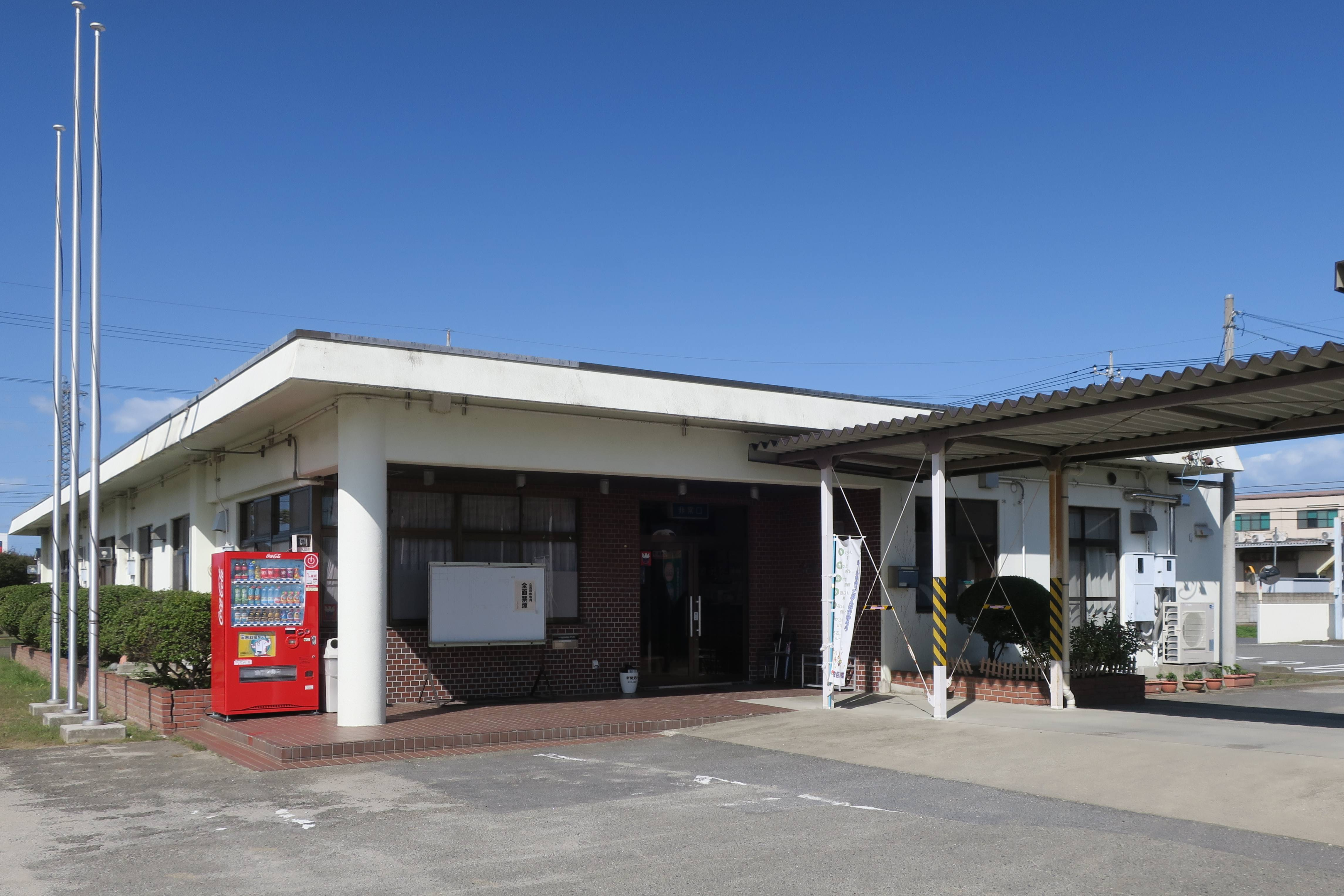
名和公民館
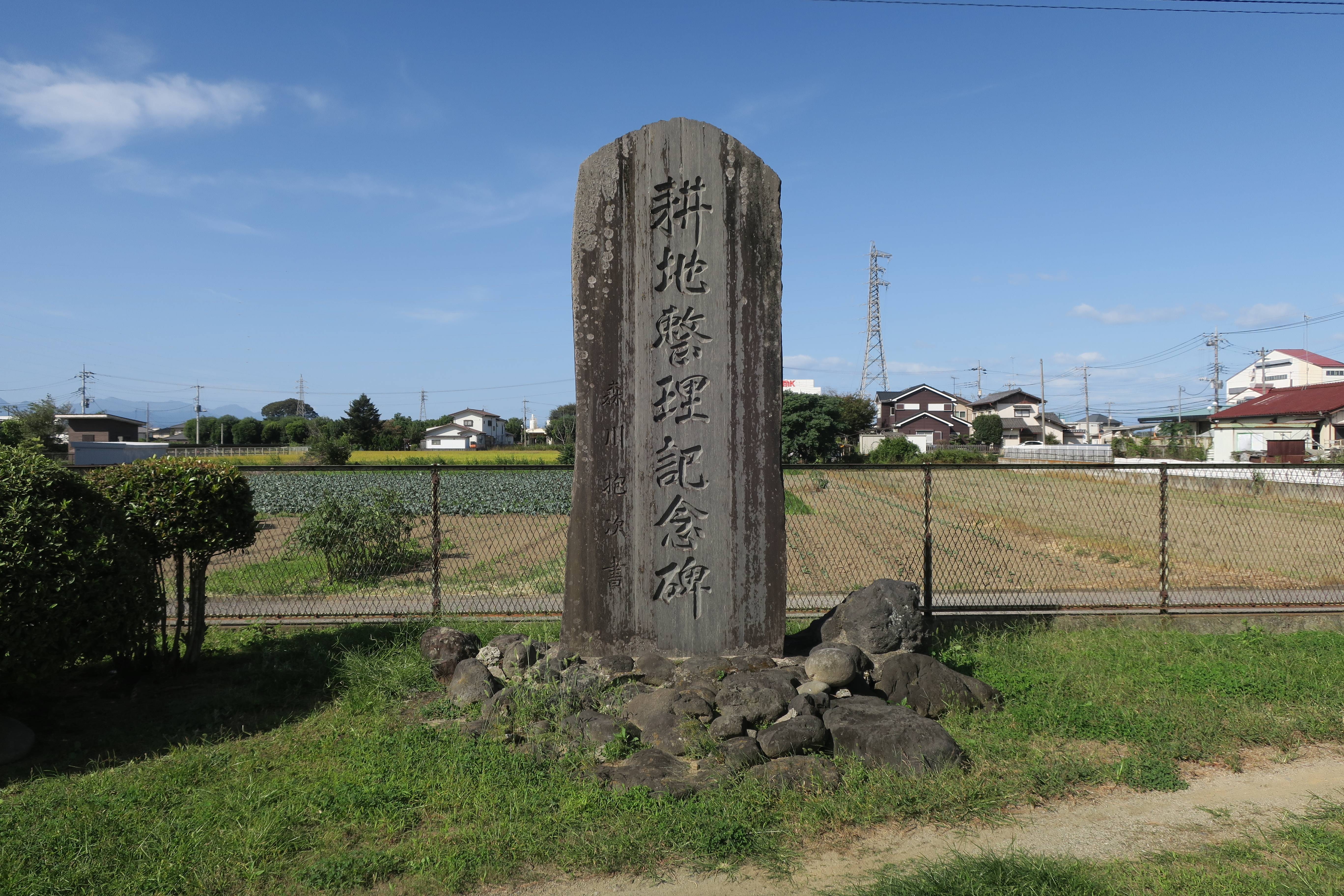
耕地整理祈念碑（名和公民館）

## 地域

### 村内の大字

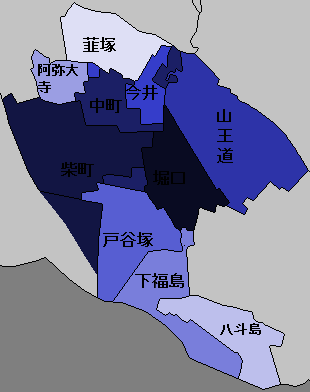

名和村で使われていた大字は、下記の通り伊勢崎市に編入された際廃止され、新たに町名が設置された。ほとんどの大字はそのまま大字の字句が取り外され、町名として使われたが一部方角を冠している大字は方角を指す字句が取り外された。例外として大字山王道のみ町名を設置する際に改称し、山王町となった。また、大字柴町、中町の二大字は「町」が重複してしまうため伊勢崎市に編入後も大字の字句が取り外された以外そのままとなった。なお、小字名に関しては判明しているもののみ記載する。
- 阿弥大寺(現・阿弥大寺町)
  - 字矢田 - 耕地整理により字本郷の一部となる。
  - 字諏訪
  - 字本郷
  - 字梅田
  - 字前田
- 北今井(現・今井町)
  - 字村北 - 耕地整理により字村内に編入
  - 字村内
  - 字真光寺
  - 字薬王地
  - 字東松本
  - 字北今井 - 耕地整理により字東松本に編入。
- 柴町(現・柴町)
  - 字新田 - 耕地整理により字今井に編入。
  - 字今井
  - 字柴崎
  - 字那波
  - 字西川原
  - 字柴根
  - 字七分
- 戸谷塚(現・戸谷塚町)
  - 字新堀向 - 耕地整理により字絹園の一部となる。
  - 字堀口道上 - 耕地整理により字絹園の一部となる。
  - 字除ヶ村境堀西 - 耕地整理により字建御の一部となる。
  - 字除ヶ村境道上 - 耕地整理により字建御、字瑞穂の一部となる。
  - 字除ヶ村境大端 - 耕地整理により字建御、字瑞穂の一部となる。
  - 字新田
  - 字前川原 - 耕地整理により字新田に編入
  - 字地蔵辰巳 - 耕地整理により字絹園の一部となる。
  - 字寺久保中道南 - 耕地整理により字瑞穂の一部となる。
  - 字寺久保中道北 - 耕地整理により字瑞穂の一部となる。
  - 字柴境 - 耕地整理により字絹園の一部となる。
  - 字七分川四番割 - 耕地整理により字絹園の一部となる。
- 韮塚
- 中町(現・中町)
  - 字雷東
  - 字矢ノ目 - 耕地整理により字中今井に編入
  - 字中今井
  - 字一町目 - 耕地整理により字荊田の一部となる。
  - 字西松本
  - 字切坪 - 耕地整理により字荊田の一部となる。
  - 字和田裏 - 耕地整理により字和田の一部となる。
  - 字真光寺前
  - 字和田
  - 字飯玉東 - 耕地整理により字中今井の一部となる。
  - 字飯玉西 - 耕地整理により字荊田の一部となる。
- 下福島(現・福島町)
- 堀口(現・堀口町)
  - 字八幡
  - 字飯玉北
  - 字飯玉西
  - 字飯玉東
  - 字軽井米
  - 字町北 - 耕地整理により字城南の一部となる。
  - 字町南 - 耕地整理により字城南の一部となる。
- 山王道(現・山王町)
- 八斗島(現・八斗島町)

### 教育
小学校
- 名和村立名和小学校(現・伊勢崎市立名和小学校)

中学校
- 名和村立名和中学校(現・伊勢崎市立第二中学校)

## 交通
- 隣接市町村への連絡 - 五料橋、坂東大橋

### 鉄道路線
村内に鉄道は敷かれておらず、最寄りの駅は、北に隣接していた伊勢崎市の伊勢崎駅である。鉄道を敷く計画自体はあったものの世界恐慌等の資金難により中止され実現しなかった。

## 祭事・催事
- 八十八夜稲含様

## 名所・旧跡
- 柴宿
- 飯玉神社
- 那波城址

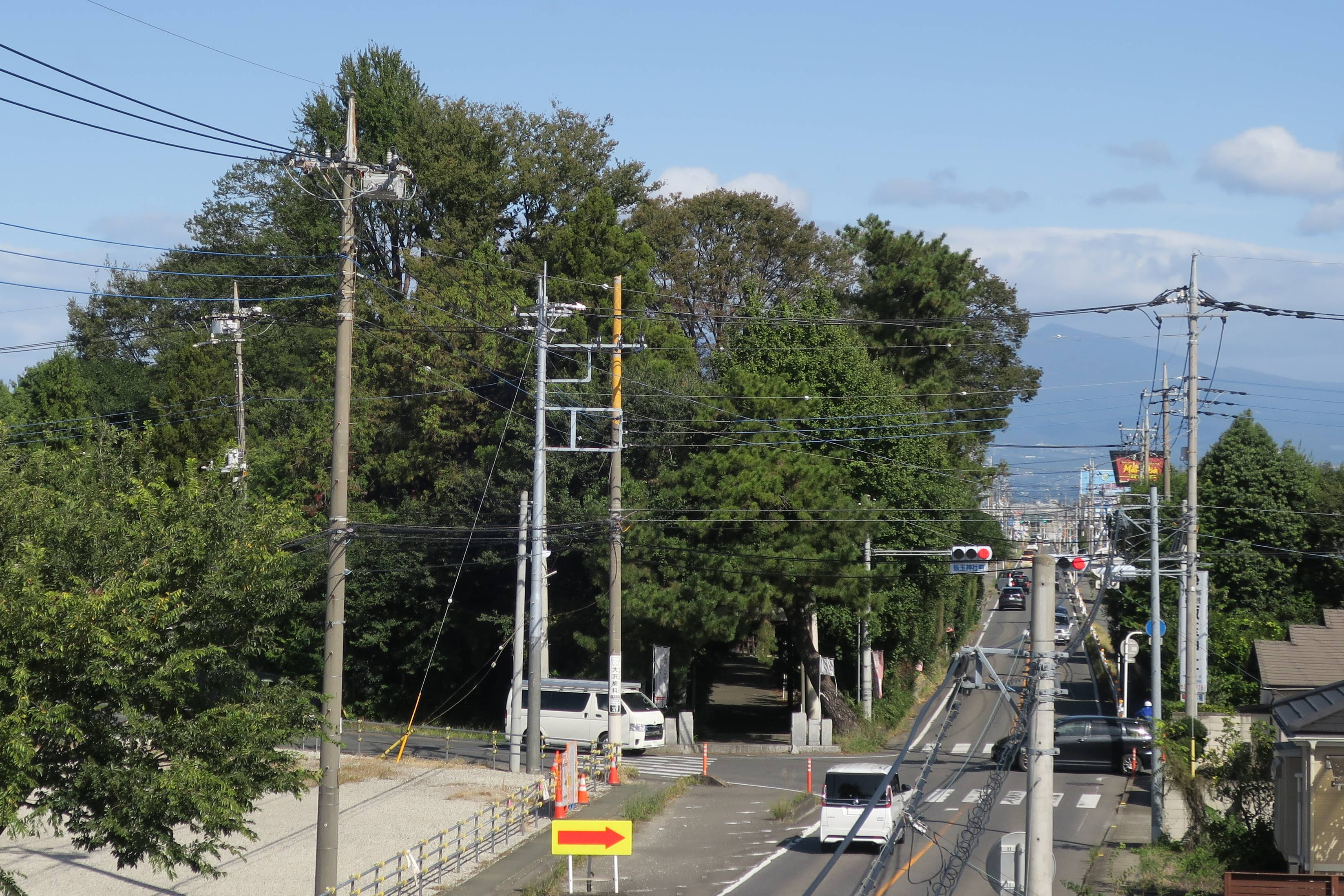
飯玉神社社叢
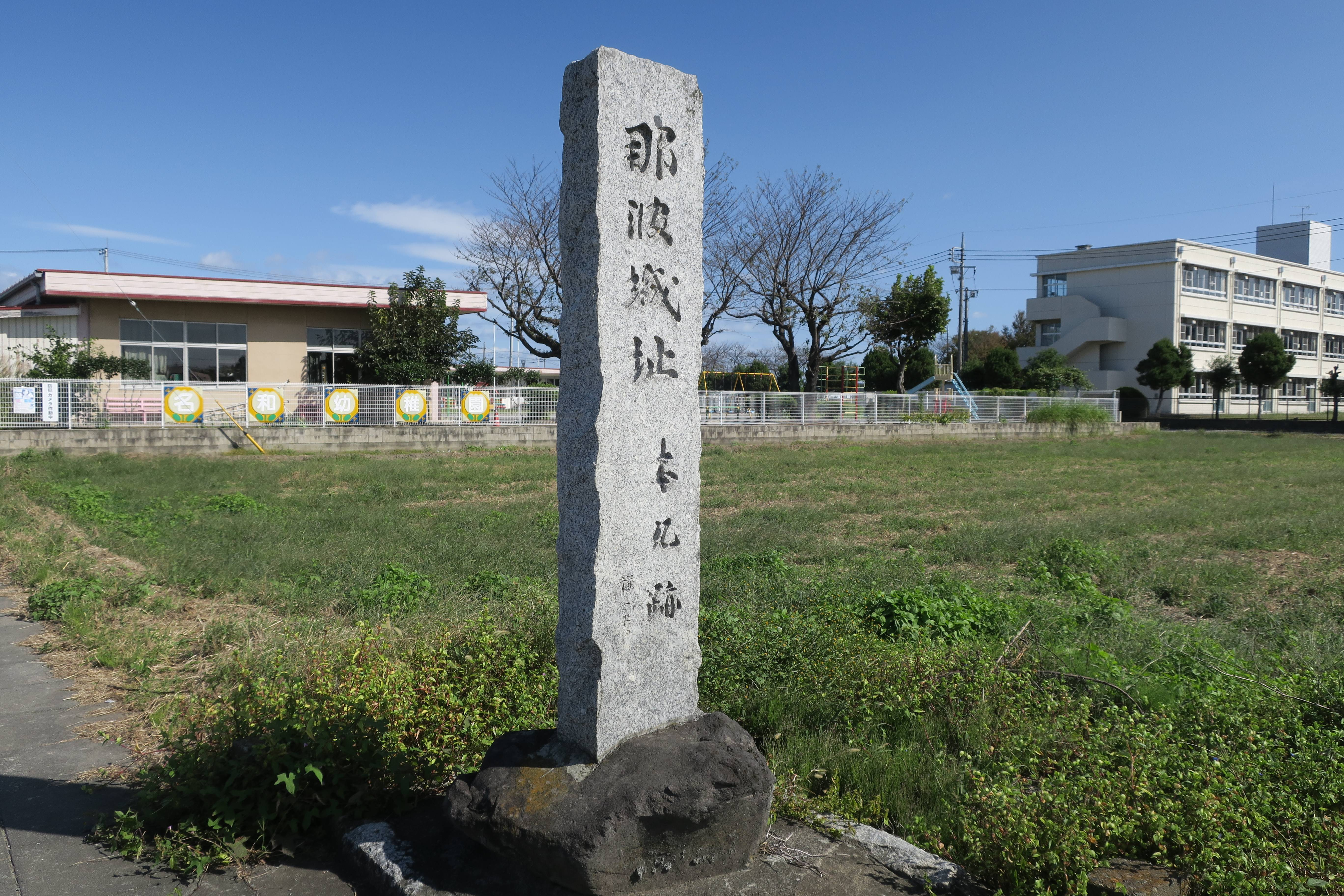
那波城址本丸跡